# فلاگونالوئیک اسید دیلاکتون
فلاگونالوئیک اسید دیلاکتون (به انگلیسی: Flavogallonic acid dilactone) با فرمول شیمیایی C۲۱H۱۰O۱۲ یک ترکیب شیمیایی است؛ که جرم مولی آن ۴۵۴٫۲۹ g/mol می‌باشد.